# Iman Maleki
Iman Maleki (Teerão, 1976 - ) é um pintor iraniano do hiper-realismo.

## Prémios
- Prémio William Bouguereau[1]
- Chairman´s Choice[1]